# Han Hye-jin
Pour les articles homonymes, voir Han.
Han Hye-jin (coréen : 한혜진; née le 27 octobre 1981) est une actrice sud-coréenne. Elle a fait sa percée en 2005 en incarnant une jeune veuve coiffeuse et extravertie dans sa vingtaine dans le drama Be Strong, Geum-soon!. Parmi ses autres rôles principaux notables, on retrouve celui de Soseono dans le drama historique Jumong, la première femme coréenne exerçant la médecine occidentale dans Jejungwon, et celui d'une tireuse d'élite dans l'adaptation du manhwa 26 Years,. Elle a également présenté le populaire talk show Healing Camp de 2011 à 2013.

## Vie privée
Sa sœur aînée Han Moo-young a épousé l'acteur Kim Kang-woo en 2010,,.
Han est sortie avec le chanteur Naul (du groupe R&B Browneyed Soul) de 2003 à 2012,.
Han a confirmé en mars 2013 qu'elle fréquentait le joueur de football Ki Sung-yueng,,, et ils ont annoncé leurs fiançailles deux mois plus tard,,. Les deux sont chrétiens. Le couple s'est marié le 1er juillet 2013 à l'Hôtel Intercontinental de Séoul,,. Ils ont une fille, née le 13 septembre 2015,.

## Filmographie

### Dramas
| Année(s)  | Saison                | Dramas                    | Titre Original                | Nom du Rôle            | Rôle       | Chaîne |
| --------- | --------------------- | ------------------------- | ----------------------------- | ---------------------- | ---------- | ------ |
| 2002      | Hiver                 | Friends                   | フレンズ / 프렌즈             | Park Hye Jin           | Secondaire | MBC    |
| 2002      | Printemps             | Romance                   | 로망스                        | Yun Ji Su              | Secondaire | MBC    |
| 2002      | I Love You, Hyun-jung |                           |                               |                        |            | MBC    |
| 2002      | Inspector Park Mun-su |                           |                               |                        |            | MBC    |
| 2003      | Été                   | 1% of Anything            | 1%의 어떤 것                  | Jeong Hyeon Jin        | Principal  | MBC    |
| 2003      |                       | Drama City "Sweet 18"     | 드라마 시티                   |                        |            | KBS2   |
| 2004      |                       | New Human Market          |                               |                        |            | SBS    |
| 2004-2005 |                       | TV Novel "You Are a Star" |                               |                        |            | KBS1   |
| 2004-2005 |                       | The Age of Heroes         |                               |                        |            | MBC    |
| 2005      | Hiver                 | Be Strong, Geum-soon!     | 굳세어라 금순아               | Na Geum Sun            | Principal  | MBC    |
| 2006-2007 | Printemps             | Jumong                    | 삼한지-주몽 편                | So Seo No              | Principal  | MBC    |
| 2008-2009 | Hiver                 | Terroir                   | 떼루아                        | Lee Woo Joo            | Principal  | SBS    |
| 2010      | Hiver                 | Jejungwon                 | 제중원                        | Yu Seok Ran            | Principal  | SBS    |
| 2011      | Hiver                 | The Thorn Birds           | 가시나무새                    | Seo Jung Eun           | Principal  | KBS2   |
| 2012      | Hiver                 | Syndrome                  | 신드롬                        | Lee Hae Jo             | Principal  | JTBC   |
| 2013      | Hiver                 | One Warm Word             | 따뜻한 말 한마디              | Na Eun Jin             | Principal  | SBS    |
| 2016      | Printemps             | Doctor Crush              | 닥터스                        | Jo Su Ji (ep 11 et 12) | Caméo      | SBS    |
| 2018      | Hiver                 | Let's Watch The Sunset    | 손 꼭 잡고 지는 석양을 바라보 | Nam Hyeon Ju           | Principal  | MBC    |

### Films
| Année | Film                            | Titre Original    | Nom du Rôle   | Rôle      | Notes                         |
| ----- | ------------------------------- | ----------------- | ------------- | --------- | ----------------------------- |
| 2001  | Magic Thumping                  |                   |               |           | court-métrage                 |
| 2002  | R. U. Ready?                    |                   |               |           |                               |
| 2004  | Hi! Dharma 2: Showdown in Seoul | 달마야, 서울 가자 | Yong-dae      |           |                               |
| 2010  | No Mercy                        | 용서는 없다       | Min Seo Yeong | Principal |                               |
| 2012  | 26 Years                        | 26년              | Sim Mi Jin    | Principal |                               |
| 2012  | Rise of the Guardians           |                   | Tooth         | Principal | animation, doublage en coréen |
| 2014  | Man in Love                     | 남자가 사랑할 때  | Joo Ho-jung   | Principal |                               |

### Émission de Variétés
- Healing Camp, Aren't You Happy (SBS, 2011-2013, présentatrice)

## Récompenses
| Année | Prix                                     | Catégorie                       | Nomination            | Résultat | Ref(s) |
| ----- | ---------------------------------------- | ------------------------------- | --------------------- | -------- | ------ |
| 2004  | 18thKBS Drama Awards                     | Meilleure Nouvelle Actrice      | You Are a Star        | Lauréat  |        |
| 2005  | Korea Visual Arts Festival               | Prix Photogénique (Drama)       | Be Strong, Geum-soon! | Lauréat  |        |
| 2005  | 24th MBC Drama Awards                    | Prix de Top Excellence, Actrice | Be Strong, Geum-soon! | Lauréat  |        |
| 2006  | 25th MBC Drama Awards                    | Prix de Top Excellence, Actrice | Jumong                | Lauréat  |        |
| 2007  | Korea International Jewelry & Watch Fair | Best Jewelry Lady               | NC                    | Lauréat  |        |
| 2010  | 18th SBS Drama Awards                    | Prix des Producteurs            | Jejungwon             | Lauréat  | [ 25 ] |
| 2011  | 25th KBS Drama Awards                    | Prix de Popularité              | The Thorn Birds       | Lauréat  | [ 26 ] |
| 2011  | 5th SBS Entertainment Awards             | Meilleure nouvelle venue        | Healing Camp          | Lauréat  | ,      |
| 2012  | 6th Mnet 20's Choice Awards              | 20's Variety Star               | Healing Camp          | Lauréat  | [ 29 ] |
| 2012  | Korean Womenlink                         | Green Media Award               | Healing Camp          | Lauréat  | [ 5 ]  |
| 2012  | 6th SBS Entertainment Awards             | Prix d'excellence (Talk Show)   | Healing Camp          | Lauréat  | [ 30 ] |